# NGC 4238
NGC 4238 é uma galáxia espiral (Scd) localizada na direcção da constelação de Draco. Possui uma declinação de +63° 24' 38" e uma ascensão recta de 12 horas, 16 minutos e 56,0 segundos.
A galáxia NGC 4238 foi descoberta em 20 de Março de 1790 por William Herschel.